# Karel Leopold van Mecklenburg-Schwerin
Karel Leopold (Grabow, 26 november 1678 – Dömitz, 28 november 1747) was hertog van Mecklenburg-Schwerin van 1713 tot 1728. 

## Biografie
Hij was de zoon van Frederik van Mecklenburg-Schwerin en Christina Wilhelmina van Hessen-Homburg. Karel droeg de titel Hertog van Mecklenburg-Schwerin, vorst van Wenden, Schwerin en Ratzeburg, graaf te Schwerin en heer van Rostock en Stargard.
Keizer Karel VI gelastte in 1717 zijn afzetting vanwege overtredingen van de wet en zijn autocratische neigingen. Uiteindelijk werd hij na een uitspraak in 1728 van de Reichshofrat te Wenen ten gunste van zijn broer Christiaan afgezet.

## Huwelijken
Karel Leopold huwde drie maal. Voor de eerste keer trouwde hij op 27 mei 1708 in Leeuwarden met prinses Sophia Hedwig van Nassau-Dietz (Leeuwarden, 8 maart 1690 – Oranienstein, 1 maart 1734), dochter van stadhouder Hendrik Casimir II.
Op 2 juni 1710 werd de scheiding tussen beide echtelieden uitgesproken en vijf dagen later sloot hij een morganatisch huwelijk in Bad Doberan met Christine von Lepel (Rühn, 8 juni 1692 – 1728). Anderhalf jaar later op 2 oktober 1711, liet hij zich ook van haar scheiden.
Ten slotte trad hij op 19 juni 1716 te Danzig in het huwelijk met grootvorstin Catharina Ivanova Romanova (Moskou, 25 juli 1692 – Sint-Petersburg, 25 juni 1733), dochter van tsaar Ivan V van Rusland. Uit dit huwelijk kwam een dochter voort:
- Elisabeth (Rostock, 18 december 1718 – Cholmogori (Oblast Archangelsk), 18 maart 1746), als Anna Leopoldovna regentes van Rusland voor haar zoon, tsaar Ivan VI; ∞ (Sint-Petersburg 14 juli 1739), gehuwd met hertog Anton Ulrich van Brunswijk-Wolfenbüttel (Bevern (Nedersaksen), 28 augustus 1714 – Cholmogori (Oblast Archangelsk), 15 mei 1774)
- een levenloos geboren zoon 18 januari 1722

## Maîtresses
Naast zijn dochter had Karel Leopold ook nakomelingen bij maîtresses. Twee van deze maîtresses waren zijn nichtjes Margaretha Dorothea Gredler, bij wie hij zeker vijf kinderen had, en Frederika Wilhelmina van Mecklenburg, bij wie hij één kind had. Beide dames waren onwettige kinderen van zijn broer Frederik Willem.